# イッサイガッサイ
「イッサイガッサイ」は、日本のヒップホップMC、KREVAのメジャー4枚目のシングル。

## 概要
- 表題曲の「イッサイガッサイ」は、発売1年前の2004年の猛暑の直後に制作された楽曲で、約1年の歳月を経て発売された[1]。
- PVには一般募集で集まったエキストラが出演した。ドラマ仕立てとなっており、細田よしひこや関めぐみも出演している[2]。このPVとは別に沖縄で撮影された「イッサイガッサイ―夏Ver.―」 も存在する[3]。
- 中日ドラゴンズ内野手亀澤恭平の登場曲として使用されている。（2015年7月- ）
- 2019年3月3日にAbemaTVにて生放送で配信された『7.2 新しい別の窓 #12』にゲスト出演。稲垣吾郎、草彅剛、香取慎吾と共にイッサイガッサイをコラボレーションで披露した[4]。2024年7月3日放送のフジテレビ系『2024 FNS歌謡祭 夏』ではNumber_iとコラボレーションで披露した[5]。2025年1月27日放送のTBS系『CDTVライブ!ライブ!』3時間スペシャルでも披露された[6]。

## 収録曲
1. イッサイガッサイ　作詞/作曲/編曲:KREVA
2. KRAZY BOY, KRAZY GIRL　作詞/作曲/編曲:KREVA
3. all day,all night　作詞/作曲/編曲:KREVA
4. イッサイガッサイ　Instrumental
5. KRAZY BOY, KRAZY GIRL　Instrumental
6. all day,all night　Instrumental

## 楽曲の収録アルバム
- 愛・自分博（#1）
- クレバのベスト盤（#1）
- BEST OF MIXCD VOL.1（#3）
- KX（#1）